# Зайпекуль
Зайпеку́ль  (баш. Зәйпекүл) — деревня в Миякинском районе Республики Башкортостан Российской Федерации. Входит в состав Карановского сельсовета.

## История
Крайне скуден материал по истории д. Зайпекуль при одноименной речке. Деревня была известна еще в 1781 г., когда несколько семей ее переехало в Бурзянскую волость и основало д. Юлуково. Жили здесь служилые татары, мишари, последние из которых обосновались по договору с башкирами Меркит-Минской волости в 1804 г.
В «Списке населенных мест по сведениям 1870 года», изданном в 1877 году, населённый пункт упомянут как деревня Зяйтекуль 1-го стана Белебеевского уезда Уфимской губернии. Располагалась при ключе и озере Зяйтекуле, вправо от реки Демы, в 85 верстах от уездного города Белебея и в 50 верстах от становой квартиры в деревне Менеуз-Тамак. В деревне, в 76 дворах жили 489 человек (257 мужчин и 232 женщины, мещеряки, татары), была мечеть. Жители занимались пчеловодством и деланием телег.

## География

### Географическое положение
Расстояние до:
- районного центра (Киргиз-Мияки): 30 км,
- центра сельсовета (Каран-Кункас): 22 км,
- ближайшей ж/д станции (Аксёново): 59 км.

## Население
| 2002 | 2009 | 2010 |
| ---- | ---- | ---- |
| 68   | ↘65  | ↘46  |

Национальный состав
Согласно переписи 2002 года, преобладающие национальности — башкиры (60 %), татары (40 %) .